# François Deflandre
Pour les articles homonymes, voir Deflandre.
François Deflandre, né le 13 juin 1961 à Bruxelles (province de Brabant), est un auteur de bande dessinée belge. 

## Biographie
François Deflandre naît le 13 juin 1961 à Bruxelles.
Graphiste à la base, le dessinateur et scénariste bruxellois explore en bande dessinée des voies narratives et visuelles différentes.
Les albums de Deflandre sont entièrement réalisés aux crayons de couleur sur fond coloré. En 1998, Le Sang des Automates lui a valu trois prix internationaux.
Sur le mode narratif du Journal d’une femme de chambre d’Octave Mirbeau, François Deflandre crée en 1999 son personnage-fétiche : la femme de chambre Éloïse. Cette jeune femme blonde aime voyager de palais en châteaux et tient son journal quotidien où elle note tous les travers inavouables, tous les petits ou grands secrets de ses patrons qu’elle observe discrètement mais sûrement. Sa curiosité et son empathie la mènent parfois à mettre son nez là où il ne faut pas et à mettre sa vie en danger. Comme dans Puzzle gothique publié aux éditions Mosquito en 2009, Le Cercle des Spectres en 2012, L'Accessoiriste en 2015 et Perceforest en 2019 ,.
En avril 2020, le célèbre quotidien belge Le Soir invite 27 auteurs belges de bande dessinée à s’exprimer librement sur le thème de la résistance positive au confinement dont François Deflandre, Laurent Durieux, François Schuiten, Jannin et Liberski, Bernard Yslaire, Dany, Philippe Francq, Johan De Moor, Janry, Éric Lambé, Olivier Grenson, Marianne Duvivier, Serge Dehaes, Michel Kichka, André Taymans, Didier Alcante, Mathieu Burniat, Jacques Louis, Thierry Van Hasselt et Barly Baruti.

## Œuvres

### Albums de bande dessinée
- 1989 : L’Arme du Ciel, (C) Ambre Création,44 planches. Prix jeunesse belge du Salon BD de Charleroi 1989[7].
- Le Sang des Automates[8],[9], Éditions Points-Images, Bruxelles, 1997
Scénario, dessin et couleurs : François Deflandre -  (ISBN 293011021X),44 planches. - Prix Simenon de la BD 1993 - Prix de la Fondation internationale Spes 1996 - Mil d’Or 1998 au Salon BD de Luxembourg
- Puzzle gothique[10],[11], Mosquito, Saint-Égrève, janvier 2010
Scénario, dessin et couleurs : François Deflandre -  (ISBN 2352830338),44 planches. – Prix BD’Art 2009 (France) – Coup de cœur 2010 du journal  La Libre Belgique
- Le Cercle des Spectres[2],[12],[13], Mosquito, Saint-Égrève, 7 septembre 2012
Scénario et dessin : François Deflandre - Couleurs : Natalina Tolu -  (ISBN 2352830796),44 planches. - Coup de cœur 2012 des journaux Métro, La Libre Belgique et du magazine BD/Cinéma Zoo le Mag[12],[14].
- L'Accessoiriste[3],[15],[16], Éditions Mosquito, Saint-Égrève, 2 octobre 2015
Scénario et dessin : François Deflandre - Couleurs : François Deflandre, Natalina Tolu -  (ISBN 9782352832935),44 planches. - "Immanquable 2015" du magazine BD L'Immanquable.
- Perceforest[17],[18],[19], Éditions Mosquito, Saint-Égrève, 4 janvier 2019
Scénario et dessin : François Deflandre - Couleurs : Natalina Tolu -  (ISBN 9782352835219),44 planches.

### En revues et journaux
- 1987 : L'Autel aux dix Chandeliers - 10 planches - Publication dans le magazine français Triolo - Prix artistique de Watermael-Boitsfort 1988[20] ;
- 1990 : Le Trésor de l’Indienne - 4 planches - Publication dans l’album belgo-québécois Ville Versa (lancé au Salon BD de Montréal) et dans le magazine français Triolo[21].

### Autres
- 1990 : Colloque sentimental (poème de Verlaine en BD) - 4 planches - (C) Ambre Création - Mention spéciale du Jury au Festival BD d’Audincourt.

## Expositions
- Making off Puzzle gothique[22], Halles Saint-Géry, Bruxelles, du 6 au 29 septembre 2010
- Le Cercle des Spectres, Halles Saint-Géry, Bruxelles, du 12 novembre au 21 décembre 2012[2].

## Revue de presse
« La réflexion qui a présidé au travail de François Deflandre élude tous poncifs et précédents pour filtrer une BD énigmatique et résolument personnelle. »

— René Follet, maître de la BD belge

« Magicien de la ligne poétique, virtuose de la couleur directe, François Deflandre signe avec L'Accessoiriste un délicieux objet de fascination graphique... D'un coup de crayon sortilège, il envoûte le lecteur ... au point que le Centre belge de la BD de Bruxelles vient d'intégrer une planche de ce nouvel album à ses collections. »

— Daniel Couvreur, B+W revue officielle de la Fédération Wallonie-Bruxelles

« François Deflandre aborde la BD comme le ferait un cinéaste. Ses récits se pensent avant tout comme une mise en scène où l’éclairage, la composition des plans sont primordiaux. Même les ombres paraissent avoir un rôle à y jouer, car elles aussi semblent être animées d’une vie qui leur est propre. »

— Kamil Plejwaltzsky, magazine Zoo

« Après le franc succès de son Puzzle gothique, l’auteur bruxellois qui vient des arts plastiques et du graphisme confirme bel et bien une promesse d’avenir radieux dans le monde de la BD. Sa ligne claire semble tout droit sortir d’une autre dimension, tout comme le scénario haletant du Cercle des Spectres qu’Alfred Hitchcock aurait pu écrire. »

— Lucie Hage, Metro

« Dans une veine onirique aux cases dilatées par le soleil de Toscane, l’auteur belge déshabille les mystères de San Diavolo. La ravissante Eloïse dépoussière les crucifix et brise les interdits pour percer les secrets de la vie de Sainte Délia. Un récit mélancolique aux vapeurs d’éternité. »

— Daniel Couvreur, Le Soir

« De belles femmes, des décors mêlant modernisme et néogothisme, une dominante pourpre, une atmosphère à la fois inquiétante et sulfureuse, Le Cercle des Spectres aurait pu être réalisé par le cinéaste Dario Argento. »

— Sofie von Kelen, L’Avis des Bulles

« L’auteur belge réussit à mettre en place des ambiances fantastiques très prégnantes. [...] Éloïse se retrouve plongée dans un univers oppressant … et nous aussi ! »

— Olivier Maltret, dBD, no 66

« François Deflandre aime à se jouer des conventions narratives : faire mine d’en épouser les contours pour mieux les subvertir subrepticement […] Le dessinateur manipule un système graphique (lignes sinueuses, séries de rayures, longues perspectives) qui fonctionne comme une grille emprisonnant les personnages. Et finalement les lecteurs. Imparable. »

— JLR, Les Affiches

« Avec maestria, François Deflandre entraîne le lecteur dans une histoire où s’entrebâillent les portes de l’Étrange, ce crépusculaire domaine si cher à nos princes du Fantastique tel Thomas Owen. On saluera particulièrement l’art du coloriste, François Deflandre s’avérant maître dans l’utilisation des crayons de couleur. À l’heure où l’on ploie sous des monceaux d’albums formatés, son œuvre est œuvre d’art à part entière : aventurez-vous-y. »

— Francis Matthys, La Libre Belgique

« François Deflandre livre une histoire brillante où l’univers de Luis Buñuel rencontre celui de Dario Argento. Tout est puzzle chez Deflandre et en premier lieu l’histoire. Il s’impose comme un auteur à part entière et promet d’excellents récits à venir. »

— Kamil Plejwaltzsky, Zoo

« Il y a du E.P.Jacobs chez ce dessinateur-là. Du Hergé, aussi. Curieux, enquiquineur et méticuleux jusqu’à l’insupportable : il crayonne ses aventures après avoir - lui-même – retourné les bibliothèques et arpenté les lieux où traîneront ses héros. Il ne jette l’encre ou ses pinceaux que dans les mystères tortueux, les énigmes ou les controverses historiques. En une lettre comme en cent, des aventures avec un grand A. »

— Pierre Bouillon, Le Soir du 2 décembre 1989

#### Livres
: document utilisé comme source pour la rédaction de cet article.
- Jean Pirotte et Luc Courtois, Du régional à l'universel. : L'imaginaire wallon dans la bande dessinée., Louvain-la-Neuve, Fondation wallonne Pierre-Marie et Jean-François Humblet, 1999, 310 p. (ISBN 978-2-9600072-3-7 et 2960007239, OCLC 1075833932), p. 215 lire sur Google Livres
- Philippe Mellot, Michel Denni, Laurent Turpin et Isabelle Morzadec, Trésors de la bande dessinée : BDM 2025-2026 - Catalogue encyclopédique et Argus, Paris, Les Arènes, novembre 2024, 24e éd., 1839 p., ill. ; 23 cm (ISBN 979-10-37512-61-1, OCLC 1478218824, présentation en ligne), p. 19, 72, 1153, 1248. .

#### Périodiques
- François Deflandre (interviewé par Jean-Jacques Van Mol et J-P Carpentier), « Un auteur de BD à Watermael-Boitsfort : Entretien avec François Deflandre », Chroniques de Watermael-Boitsfort, no 29,‎ décembre 2014, p. 7-13 (lire en ligne [PDF], consulté le 7 mai 2023).

#### Articles
- « François Deflandre », Le Soir,‎ 16 avril 2020 (lire en ligne , consulté le 11 décembre 2024).
- François Deflandre (interviewé par Shesivan alias Patrick Verlinden), « Francois Deflandre - Entretien dans une crypte », Génération BD,‎ 24 décembre 2012 (lire en ligne, consulté le 7 mai 2023).